# Borough di Kodiak Island
Il borough di Kodiak Island, in inglese Kodiak Island Borough, è un borough dello stato dell'Alaska, negli Stati Uniti. La popolazione al censimento del 2010 era di 13.592 abitanti. Il capoluogo è Kodiak.

## Geografia fisica
Il borough si trova nella parte meridionale dello stato. Lo United States Census Bureau certifica che la sua estensione è di 31.142 km², di cui 14.152 km² coperti da acque interne.

### Suddivisioni confinanti
- Borough della Penisola di Kenai - nord
- Borough di Lake and Peninsula - nord-ovest

## Centri abitati

### Comuni
- Akhiok
- Kodiak
- Larsen Bay
- Old Harbor
- Ouzinkie
- Port Lions

### Census-designated place
- Aleneva
- Chiniak
- Karluk
- Kodiak Station
- Womens Bay